# Порша Даблдей
Порша Енн Даблдей (англ. Portia Ann Doubleday; нар. 22 червня 1988, Лос-Анджелес, Каліфорнія, США) — американська акторка.

## Життєпис
Народилась 22 червня 1988 року в Лос-Анджелесі в акторській родині Крістіни Гарт (нар. 1949) та Френка Даблдея (нар. 1945). Має старшу сестру Кейтлін Даблдей, також акторку. 
Уперше знялась у 8 років для реклами печива. У 1997 році отримала епізодичну роль у фільмі «Легенда про мумію». Наступними роботами стали ролі у короткометражці «18» та у фільмі «Бунтівне юнацтво», де знялась разом з Майклом Сера. 
Порша Даблдей відома ролями у серіалах «Містер Саншайн», «Пан Робот», у фільмах «Дім великої матусі 3: Який батько, такий син», «Керрі», «Вона».

## Фільмографія
| Роки      | Назва                                        | Оригінальна назва                 | Роль                      | Примітки             |
| --------- | -------------------------------------------- | --------------------------------- | ------------------------- | -------------------- |
| 1998      | Легенда про мумію                            | Bram Stoker's Legend of the Mummy | юна Маргарет              |                      |
| 2009      | Бунтівне юнацтво                             | Youth in Revolt                   | Шині Сондерс              |                      |
| 2009      | 18                                           | 18                                | Беккі                     | короткометражка      |
| 2010      | Між днями                                    | In Between Days                   | Ліндлі                    | короткометражка      |
| 2010      | Майже королі                                 | Almost Kings                      | Ліззі                     |                      |
| 2011      | Дім великої матусі 3: Який батько, такий син | Big Mommas: Like Father, Like Son | Жасмін Лі                 |                      |
| 2011      | Містер Саншайн                               | Mr. Sunshine                      | Гізер                     | серіал, 12 епізодів  |
| 2012      |                                              | Howard Cantour.com                | Дакота Зірінг             | короткометражка      |
| 2012      | К-11                                         | K-11                              | Баттерфлай                |                      |
| 2013      | Керрі                                        | Carrie                            | Крістіна (Кріс) Гарґенсон |                      |
| 2013      | Вона                                         | Her                               | Ізабелла                  |                      |
| 2015      | Модна штучка                                 | After the Ball                    | Кейт Кассель / Нейт       |                      |
| 2016      |                                              | 14th Annual VES Awards            |                           | відео                |
| 2015—2019 | Пан Робот                                    | Mr. Robot                         | Анжела Мосс               | серіал (36 епізодів) |
| 2020      | Острів фантазій                              | Fantasy Island                    | Слоун Медісон             |                      |